# Giải vô địch bóng đá bãi biển thế giới 2000
Giải vô địch bóng đá bãi biển thế giới 2000 là giải đấu lần thứ 6 của Giải vô địch bóng đá bãi biển thế giới (BSWW), giải đấu bóng đá bãi biển quốc tế danh giá nhất dành cho các đội tuyển quốc gia nam cho đến năm 2005, khi giải sau đó được thay thế bằng phiên bản giải đấu của FIFA. Được tổ chức bởi công ty thể thao Koch Tavares  của Brasil (một trong những đối tác sáng lập của Liên đoàn bóng đá bãi biển thế giới).
Giải đấu tiếp tục diễn ra tại Rio de Janeiro, tuy nhiên lần đầu tiên địa điểm tổ chức được chuyển ra khỏi nơi ra đời môn thể thao này là Bãi biển Copacabana, và được tổ chức cách đó khoảng mười dặm về phía bắc tại Bến du thuyền Glória.
Nhà vô địch Brasil đã giành chức vô địch lần thứ 6 liên tiếp sau khi đánh bại Peru (đội giành quyền vào chung kết lần đầu) với tỷ số 6–2 trong trận chung kết. Tây Ban Nha và Nhật Bản đều lần đầu tiên lọt vào top 4, trở thành quốc gia châu Á đầu tiên làm được điều này tại Giải vô địch thế giới.

## Tổ chức
Với sự gia tăng về số lượng các đội tham dự trong mùa giải trước, cơ cấu tổ chức vẫn giữ nguyên tại mùa giải này, tiếp tục với 12 quốc gia được chia thành bốn bảng, mỗi bảng ba đội đấu với nhau theo thể thức vòng tròn. Hai đội đứng đầu giành quyền vào tứ kết, tiếp theo giải được tổ chức theo thể thức đấu loại trực tiếp cho đến khi tìm ra đội vô địch, cùng với một trận đấu bổ sung để xác định vị trí thứ ba.

## Đội tuyển
Các quốc gia châu Âu đứng đầu trong Giải vô địch bóng đá bãi biển châu Âu 1999 đã vượt qua vòng loại, cùng với những đội đầu tiên ở Nam Mỹ trong Giải vô địch bóng đá bãi biển châu Mỹ 1999/2000. Các quốc gia khác tham dự bằng lời mời.
Châu Phi và châu Đại Dương không có đại diện.
| Khu vực châu Á (1): - Nhật Bản Khu vực châu Âu (5): - Tây Ban Nha - Bồ Đào Nha - Ý - Pháp - Đức Khu vực Bắc Mỹ (1): - Hoa Kỳ | Khu vực Nam Mỹ (4): - Perú - Venezuela1 - Uruguay - Argentina Chủ nhà: - Brasil (Nam Mỹ) Chú thích: 1. Các đội tuyển lần đầu tiên tham dự |

## Vòng bảng
Tất cả các trận diển ra theo giờ địa phương tại Rio de Janeiro, (BRST / UTC-2)

### Bảng A
| VT | Đội    | ST | T | T+ | B | BT | BB | HS  | Đ | Giành quyền tham dự     |
| -- | ------ | -- | - | -- | - | -- | -- | --- | - | ----------------------- |
| 1  | Brasil | 2  | 2 | 0  | 0 | 22 | 7  | +15 | 6 | Vòng đấu loại trực tiếp |
| 2  | Ý      | 2  | 1 | 0  | 1 | 9  | 14 | –5  | 3 | Vòng đấu loại trực tiếp |
| 3  | Đức    | 2  | 0 | 0  | 2 | 7  | 17 | –10 | 0 |                         |

| Brasil | 10–4 | Ý |
| ------ | ---- | - |
|        |      |   |

| Brasil | 12–3 | Đức |
| ------ | ---- | --- |
|        |      |     |

| Ý | 5–4 | Đức |
| - | --- | --- |
|   |     |     |

### Bảng B
| VT | Đội        | ST | T | T+ | B | BT | BB | HS | Đ | Giành quyền tham dự     |
| -- | ---------- | -- | - | -- | - | -- | -- | -- | - | ----------------------- |
| 1  | Nhật Bản   | 2  | 1 | 1  | 0 | 7  | 6  | +1 | 5 | Vòng đấu loại trực tiếp |
| 2  | Bồ Đào Nha | 2  | 1 | 0  | 1 | 8  | 6  | +2 | 3 | Vòng đấu loại trực tiếp |
| 3  | Argentina  | 2  | 0 | 0  | 2 | 6  | 9  | –3 | 0 |                         |

| Bồ Đào Nha | 5–3 | Argentina |
| ---------- | --- | --------- |
|            |     |           |

| Nhật Bản          | 3–3 (s.h.p.) | Bồ Đào Nha |
| ----------------- | ------------ | ---------- |
|                   |              |            |
| Loạt sút luân lưu |              |            |
|                   | 2–1          |            |

| Nhật Bản | 4–3 | Argentina |
| -------- | --- | --------- |
|          |     |           |

### Bảng C
| VT | Đội       | ST | T | T+ | B | BT | BB | HS | Đ | Giành quyền tham dự     |
| -- | --------- | -- | - | -- | - | -- | -- | -- | - | ----------------------- |
| 1  | Perú      | 2  | 2 | 0  | 0 | 8  | 2  | +6 | 6 | Vòng đấu loại trực tiếp |
| 2  | Venezuela | 2  | 1 | 0  | 1 | 4  | 1  | +3 | 3 | Vòng đấu loại trực tiếp |
| 3  | Pháp      | 2  | 0 | 0  | 2 | 2  | 11 | –9 | 0 |                         |

| Perú | 1–0 | Venezuela |
| ---- | --- | --------- |
|      |     |           |

| Venezuela | 4–0 | Pháp |
| --------- | --- | ---- |
|           |     |      |

| Perú | 7–2 | Pháp |
| ---- | --- | ---- |
|      |     |      |

### Bảng D
| VT | Đội         | ST | T | T+ | B | BT | BB | HS | Đ | Giành quyền tham dự     |
| -- | ----------- | -- | - | -- | - | -- | -- | -- | - | ----------------------- |
| 1  | Tây Ban Nha | 2  | 1 | 0  | 1 | 8  | 8  | 0  | 3 | Vòng đấu loại trực tiếp |
| 2  | Hoa Kỳ      | 2  | 1 | 0  | 1 | 10 | 9  | +1 | 3 | Vòng đấu loại trực tiếp |
| 3  | Uruguay     | 2  | 0 | 1  | 1 | 8  | 9  | –1 | 2 |                         |

| Hoa Kỳ | 6–4 | Uruguay |
| ------ | --- | ------- |
|        |     |         |

| Tây Ban Nha | 5–4 | Hoa Kỳ |
| ----------- | --- | ------ |
|             |     |        |

| Uruguay | 4–3 (s.h.p.) | Tây Ban Nha |
| ------- | ------------ | ----------- |
|         |              |             |

## Vòng đấu loại trực tiếp
Ngày 18 tháng 2 được phân bổ là ngày nghỉ.
|  | Tứ kết               | Tứ kết      |            |   | Bán kết       | Bán kết       |  |  | Chung kết | Chung kết |
|  |                      |             |            |   |               |               |  |  |           |           |
|  | 17 tháng 2           |             |            |   |               |               |  |  |           |           |
|  |                      |             |            |   |               |               |  |  |           |           |
|  | Nhật Bản             | 6           |            |   |               |               |  |  |           |           |
|  | Nhật Bản             | 6           | 19 tháng 2 |   |               |               |  |  |           |           |
|  | Ý                    | 5           |            |   |               |               |  |  |           |           |
|  | Ý                    | 5           | Nhật Bản   | 0 |               |               |  |  |           |           |
|  | 17 tháng 2           |             | Nhật Bản   | 0 |               |               |  |  |           |           |
|  |                      | Perú        | 5          |   |               |               |  |  |           |           |
|  | Perú                 | Perú        | 5          | 8 |               |               |  |  |           |           |
|  | Perú                 |             | 20 tháng 2 | 8 |               |               |  |  |           |           |
|  | Hoa Kỳ               | 4           |            |   |               |               |  |  |           |           |
|  | Hoa Kỳ               | 4           | Perú       | 2 |               |               |  |  |           |           |
|  | 17 tháng 2           |             | Perú       | 2 |               |               |  |  |           |           |
|  |                      | Brasil      | 6          |   |               |               |  |  |           |           |
|  | Brasil               | Brasil      | 6          | 6 |               |               |  |  |           |           |
|  | Brasil               | 19 tháng 2  |            | 6 |               |               |  |  |           |           |
|  | Bồ Đào Nha           | 3           |            |   |               |               |  |  |           |           |
|  | Bồ Đào Nha           | 3           | Brasil     | 8 |               |               |  |  |           |           |
|  | 17 tháng 2           |             | Brasil     | 8 |               |               |  |  |           |           |
|  |                      | Tây Ban Nha | 4          |   | Tranh hạng ba | Tranh hạng ba |  |  |           |           |
|  | Tây Ban Nha (s.h.p.) | Tây Ban Nha | 4          | 4 | Tranh hạng ba | Tranh hạng ba |  |  |           |           |
|  | Tây Ban Nha (s.h.p.) |             | 20 tháng 2 | 4 |               |               |  |  |           |           |
|  | Venezuela            | 3           |            |   |               |               |  |  |           |           |
|  | Venezuela            | 3           | Nhật Bản   | 3 |               |               |  |  |           |           |
|  |                      |             |            |   |               |               |  |  |           |           |
|  | Tây Ban Nha          | 6           |            |   |               |               |  |  |           |           |
|  | Tây Ban Nha          | 6           |            |   |               |               |  |  |           |           |

### Tứ kết
| Nhật Bản | 6–5 | Ý |
| -------- | --- | - |
|          |     |   |

| Tây Ban Nha | 4–3 (s.h.p.) | Venezuela |
| ----------- | ------------ | --------- |
|             |              |           |

| Perú | 8–4 | Hoa Kỳ |
| ---- | --- | ------ |
|      |     |        |

| Brasil | 6–3 | Bồ Đào Nha |
| ------ | --- | ---------- |
|        |     |            |

### Bán kết
| Brasil                                           | 8–4      | Tây Ban Nha                      |
| ------------------------------------------------ | -------- | -------------------------------- |
| Jorginho · Magal · Júnior · Neném · Junior Negão | Chi tiết | Joaquin · Goichoetcea · Amarelle |

| Perú                                | 5–0      | Nhật Bản |
| ----------------------------------- | -------- | -------- |
| Fernando · Maruy · Olaechea · Drago | Chi tiết |          |

### Tranh hạng ba
| Tây Ban Nha                               | 6–3      | Nhật Bản           |
| ----------------------------------------- | -------- | ------------------ |
| Amarelle · Sétien · Jimenez · Goichoetcea | Chi tiết | Naoya · Yoshii · ? |

### Chung kết
| Brasil                                   | 6–2      | Perú               |
| ---------------------------------------- | -------- | ------------------ |
| Neném · Júnior · Junior Negão · Jorginho | Chi tiết | Valdelomar · Drago |

## Vô địch
| Giải vô địch bóng đá bãi biển thế giới 2000 |
| ------------------------------------------- |
| · Brasil · Lần thứ 6                        |

## Giải thưởng
| Vua phá lưới          |
| --------------------- |
| Júnior                |
| 13 bàn                |
| Cầu thủ xuất sắc nhất |
| Júnior                |
| Thủ môn xuất sắc nhất |
| Eichi Kato            |

## Bảng xếp hạng giải đấu
| VT | Bg | Đội         | ST | T | T+ | B | BT | BB | HS  | Đ  | Chung cuộc          |
| -- | -- | ----------- | -- | - | -- | - | -- | -- | --- | -- | ------------------- |
| 1  | A  | Brasil      | 5  | 5 | 0  | 0 | 42 | 16 | +26 | 15 | Vô địch             |
| 2  | B  | Perú        | 5  | 4 | 0  | 1 | 23 | 12 | +11 | 12 | Á quân              |
| 3  | D  | Tây Ban Nha | 5  | 2 | 1  | 2 | 22 | 22 | 0   | 8  | Hạng ba             |
| 4  | B  | Nhật Bản    | 5  | 2 | 1  | 2 | 16 | 22 | −6  | 8  | Hạng tư             |
|    |    |             |    |   |    |   |    |    |     |    |                     |
| 5  | C  | Venezuela   | 3  | 1 | 0  | 2 | 7  | 5  | +2  | 3  | Bị loại ở Tứ kết    |
| 6  | B  | Bồ Đào Nha  | 3  | 1 | 0  | 2 | 11 | 12 | −1  | 3  | Bị loại ở Tứ kết    |
| 7  | D  | Hoa Kỳ      | 3  | 1 | 0  | 2 | 14 | 17 | −3  | 3  | Bị loại ở Tứ kết    |
| 8  | A  | Ý           | 3  | 1 | 0  | 2 | 14 | 20 | −6  | 3  | Bị loại ở Tứ kết    |
|    |    |             |    |   |    |   |    |    |     |    |                     |
| 9  | D  | Uruguay     | 2  | 0 | 1  | 1 | 8  | 9  | −1  | 2  | Bị loại ở Vòng bảng |
| 10 | C  | Argentina   | 2  | 0 | 0  | 2 | 6  | 9  | −3  | 0  | Bị loại ở Vòng bảng |
| 11 | C  | Pháp        | 2  | 0 | 0  | 2 | 2  | 11 | −9  | 0  | Bị loại ở Vòng bảng |
| 12 | A  | Đức         | 2  | 0 | 0  | 2 | 7  | 17 | −10 | 0  | Bị loại ở Vòng bảng |